# L5 (album)
Albums de L5
Retiens-moi
(2002)
Singles
1. Toutes les femmes de ta vie
Sortie : 27 novembre 2001
2. Une étincelle
Sortie : 28 janvier 2002
3. Question de survie (De l'air !)
Sortie : 22 avril 2002

L5 est le premier album du groupe français L5, sorti le 11 décembre 2001. Il connaît un important succès et se classe directement à la première place du classement des ventes d'albums, avec plus de 1 400 000 exemplaires vendus,.
Six chansons sont des adaptations françaises de titres étrangers, écrites par divers auteurs.

## Liste des titres
| No  | Titre                                                                    | Auteur                                              | Durée |
| --- | ------------------------------------------------------------------------ | --------------------------------------------------- | ----- |
| 1.  | Toutes les femmes de ta vie (Titre original : I Like What You're Doing,) | Johan Åberg, Sigurd Heimdal Rösnes, Billy Steinberg | 3:14  |
| 2.  | Réflexes (Titre original : Automatic)                                    | Nicolle Chirino, Harry Sommerdahl                   | 3:18  |
| 3.  | En fumée (Titre original : You Got Me Going Crazy)                       | Johan Åberg, Paul Rein, Mårten Sandén               | 2:53  |
| 4.  | Te garder près de moi                                                    | Julien Cisinski, Maxim Nucci                        | 4:17  |
| 5.  | Question de survie (De l'air !)                                          | Doriand, Régis Ducatillon, Jérémy Olivier           | 3:12  |
| 6.  | Contact                                                                  | Thierry Samoy, Alexandre Azaria                     | 3:26  |
| 7.  | Une étincelle (Titre original : Secretly)                                | Andreas Karlegård, Lisa Lindebergh, Peter Månsson   | 3:53  |
| 8.  | Où sont passés les hommes ?                                              | Doriand, Régis Ducatillon, Jérémy Olivier           | 2:58  |
| 9.  | En équilibre (Titre original : Say You Love Me)                          | Johnny Douglas, Kelly Levesque                      | 4:01  |
| 10. | Ce que je veux de toi (Titre original : What's A Girl Got To Do)         | Marsha Malamet, Lindy Robbins, Ellen Shipley        | 3:20  |
| 11. | Panne des sens (Action)                                                  | Doriand, Maxim Nucci                                | 3:10  |
| 12. | Les cinq branches d'une étoile                                           | Doriand, Maxim Nucci, Mark Smith                    | 4:24  |

## Classement et certifications
| Pays                         | Meilleure position | Certifications |
| ---------------------------- | ------------------ | -------------- |
| France (SNEP)                | 1                  | Diamant        |
| Suisse (Schweizer Hitparade) | 3                  | Platine        |